# 蒂卡潘帕區

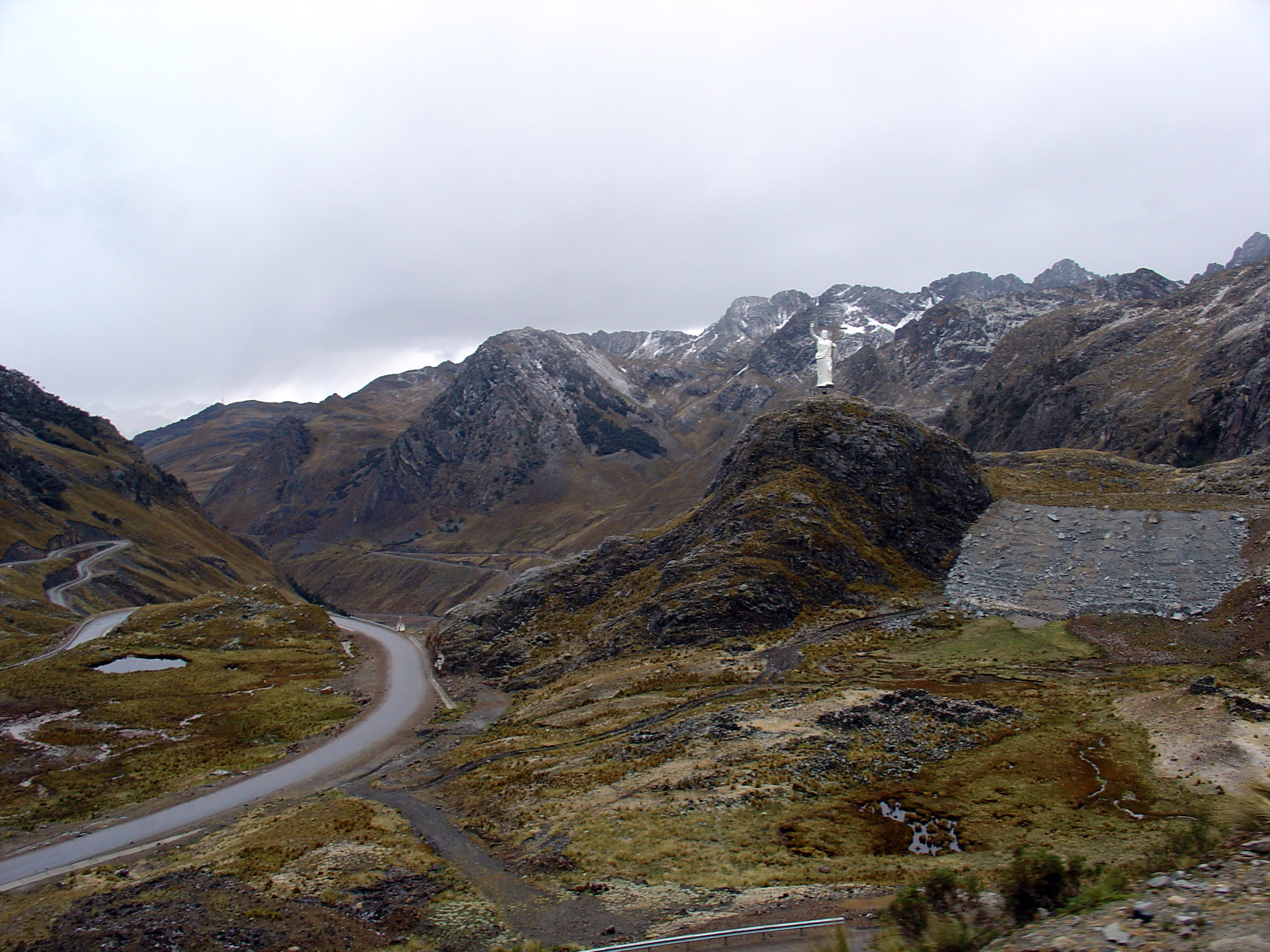

蒂卡潘帕區（西班牙語：Distrito de Ticapampa），是秘魯的一個區，位於該國北部安卡什大區的雷奈伊省，始建於1921年10月12日，面積142.29平方公里，海拔高度3,456米，2005年人口2,566，人口密度為每平方公里18人。